# Маунтин-Хом (город, Айдахо)
Ма́унтин-Хом (англ. Mountain Home) — город, административный центр округа Элмор, штат Айдахо, США. На 2009 год численность населения составляла 12 266 человек.

## История
Маунтин-Хом был основан как почтовое отделение станции Рэттлснейк на Сухопутном маршруте в 11 километрах к востоку от нынешнего положения города. В 1883 году с продлением Орегонской малой железной дороги почтовое отделение было перемещено на место расположения современного города. В 1943 году в 19 километрах к юго-западу от города была развёрнута авиабаза Маунтин-Хом, действующая до сих пор. На базе дислоцировано 4 500 военных и 850 гражданских лиц; она является основным источников доходов города.

## География и климат
Маунтин-Хом расположен в юго-западной части округа Элмор. Высота центральной части города составляет 959 м. Площадь города составляет 13,4 км². Расстояние напрямую до столицы штата, Бойсе, составляет 65 км.
Через город проходят автомагистрали SH-51, SH-67, I-84 и US-20. При городе имеется собственный муниципальный аэропорт.
Город располагается в зоне умеренного климата. Наиболее холодным месяцем является январь, наиболее тёплым — июль. Средняя относительная влажность в зимние периоды составляет 50 %, в летние — 23 %.
| Климатограмма Маунтин-Хома                                  | Климатограмма Маунтин-Хома | Климатограмма Маунтин-Хома | Климатограмма Маунтин-Хома | Климатограмма Маунтин-Хома | Климатограмма Маунтин-Хома | Климатограмма Маунтин-Хома | Климатограмма Маунтин-Хома | Климатограмма Маунтин-Хома | Климатограмма Маунтин-Хома | Климатограмма Маунтин-Хома | Климатограмма Маунтин-Хома |
| ----------------------------------------------------------- | -------------------------- | -------------------------- | -------------------------- | -------------------------- | -------------------------- | -------------------------- | -------------------------- | -------------------------- | -------------------------- | -------------------------- | -------------------------- |
| Я                                                           | Ф                          | М                          | А                          | М                          | И                          | И                          | А                          | С                          | О                          | Н                          | Д                          |
| 33.5 3 −7                                                   | 24.6 7 −4                  | 30.2 12 −1                 | 23.4 17 2                  | 21.8 22 6                  | 15.0 28 10                 | 9.7 33 14                  | 5.1 33 13                  | 17.3 27 8                  | 19.3 19 2                  | 33.5 9 −3                  | 35.1 3 −7                  |
| Температура в °C • Сумма осадков в мм Источник: weather.com |                            |                            |                            |                            |                            |                            |                            |                            |                            |                            |                            |

## Население
Согласно данным за 2009 год, население Маунтин-Хома составляло 12 266 человек. Плотность населения равна 915 чел./км². Средний возраст населения — 28 лет и 6 месяцев. Половой состав населения: 50,8 % — мужчины, 49,2 % — женщины. В 2000 году насчитывалось 4 337 домашних хозяйств и 2 957 семейств. Расовый состав населения по оценкам на 2000 год:
- белые — 80,8 %;
- афроамериканцы — 4,0 %;
- индейцы — 3,9 %;
- азиаты — 1,2 %;
- океанийцы - 0,4 %;
- прочие расы — 1,7 %;
- две и более расы — 8,0 %.